# Fosforilazione
La fosforilazione è una reazione chimica che consiste nell'addizione di un gruppo fosfato (PO43-) ad una proteina o ad un'altra molecola. Tale reazione ha una frequenza molto elevata in biochimica: gli enzimi che solitamente catalizzano le fosforilazioni sono le chinasi.

## Fosforilazione di proteine
Negli organismi eucarioti, la fosforilazione delle proteine è probabilmente il meccanismo di regolazione più importante. Molti enzimi e recettori vengono accesi e spenti attraverso eventi di fosforilazione e defosforilazione, attraverso l'azione specifica delle chinasi e delle fosfatasi (proteine deputate alla rimozione di un gruppo fosfato dalla proteina).
L'aggiunta di un fosfato (PO43-) ad una catena laterale polare (come quella degli amminoacidi serina, treonina o tirosina) potrebbe sembrare un evento ininfluente per una grossa proteina. In realtà, basta una singola fosforilazione per convertire una proteina idrofobica ed apolare in una conformazione idrofila ed estremamente polare.
Un esempio dell'importante ruolo regolatorio della fosforilazione riguarda l'importante oncosoppressore p53 che, se attivo, stimola la trascrizione di geni che inibiscono il ciclo cellulare, attivano la riparazione del DNA e in alcuni casi conducono all'apoptosi. In ogni caso, questa attività va limitata solo ai casi in cui la cellula abbia subito gravi danni. A questo scopo, dunque, p53 contiene 18 differenti siti di fosforilazione. Se l'attività di p53 è richiesta, essa viene fosforilata. Al termine della sua attività, viene defosforilata e diventa inattiva. Per sottolineare l'importanza della fosforilazione, basti considerare che uno squilibrio nel meccanismo di fosforilazione/defosforilazione della proteina p53 può condurre ad una inattivazione cronica della stessa, che a sua volta può trasformare la cellula in una cellula tumorale.

### Tipi di fosforilazione
La fosforilazone di una proteina, come accennato, può avere luogo su diversi residui amminoacidici. La fosforilazione della serina (Ser, S) è la più comune, seguita da quella su treonina (Thr, T). La fosforilazione sulla tirosina (Tyr, Y) è invece relativamente rara ed è tipica dei recettori della famiglia del recettore dell'EGF (epidermal growth factor), che possiedono un dominio detto, appunto, Tirosin-chinasico. Tali fosforilazioni rimangono comunque le meglio studiate, data la facilità di purificazione che presentano, grazie ad anticorpi specifici.
Nel sistema di trasduzione del segnale a due componenti (o più semplicemente detto "sistema a due componenti") la fosforilazione avviene su residui di istidina (His, H) e di aspartato (Asp, D). Mediante saggio dell'attività chinasica in-vitro è possibile distinguere la fosforilazione dei due residui: la fosforilazione dell'istidina è resistente ai trattamenti alcalini, ma non a quelli acidi; la fosforilazione dell'aspartato persiste in ambiente acido, ma viene persa se si opera a pH alcalini. Ad ogni modo, in entrambi i casi si tratta di fosforilazioni meno stabili rispetto a quelle che interessano Serina, Treonina e Tirosina.

## La fosforilazione dell'ADP
L'ATP, il principale trasportatore di energia presente nella cellula, è sintetizzato principalmente nei mitocondri attraverso l'aggiunta di un terzo gruppo fosfato alla molecola di ADP. Tale processo, noto come fosforilazione ossidativa, ricarica l'ATP accoppiando la fosforilazione ai processi ossidativi che avvengono nella catena respiratoria.
La formazione di ATP può avvenire anche per trasferimento di un gruppo fosfato da un composto ad elevata energia, senza dunque il coinvolgimento della catena respiratoria: in questo caso si parla di fosforilazione a livello del substrato.
L'ATP può essere anche sintetizzato attraverso la fotofosforilazione, nei cloroplasti delle cellule vegetali.

## La fosforilazione dei glucidi
La fosforilazione degli zuccheri è spesso il primo passo del processo catabolico. Come avviene ad esempio per il glucosio, convertito a glucosio-6-fosfato dal primo enzima della glicolisi (esochinasi), ciò impedisce al glucide di uscire dalla cellula. La presenza di un gruppo fosfato, infatti, carica negativamente la molecola, impedendo qualsiasi passaggio di membrana.